# تالیدومید
تالیدومید (Thalidomide) که با نام‌های کُنترگان، تالیدکس و تالومید نیز شناخته می‌شود، دارویی است که برای درمان تعدادی از سرطان‌ها (از جمله مولتیپل میلوما)، بیماری پیوند در مقابل میزبان و تعدادی از بیماری‌های پوستی از جمله عوارض جذام استفاده می‌شود. این دارو در مواردی از شرایط مرتبط با اچ‌آی‌وی استفاده شده‌است اما چنین استفاده‌ای با افزایش سطح ویروس همراه بوده‌است. تالیدومید به‌صورت خوراکی تجویز می‌شود.
اثرات جانبی رایج این دارو شامل خواب‌آلودگی، ضایعات پوستی و سرگیجه است. اثرات جانبی شدید شامل سندرم تجزیهٔ تومور، لخته‌شدن خون و نوروپاتی محیطی است. استفاده در بارداری ممکن است به جنین آسیب برساند و منجر به ناهنجاری اندام‌ها شود. در مردانی که از این دارو استفاده می‌کنند، اگر شریک جنسی ممکن است باردار شود، پیشگیری از بارداری ضروری است. تالیدومید، یک داروی تعدیل‌کنندهٔ ایمنی است و با مکانیسم‌های مختلفی از جمله تحریک لنفوسیت‌های تی و کاهش تولید فاکتور نکروز توموری آلفا عمل می‌کند.
مصرف تالیدومید در دورهٔ آبستنی به نقص عضو شدید کودک منجر می‌شود. این دارو بدون بررسی کافی وارد بازار شد، با مشاهدهٔ نقائص مادرزادیِ شدید در کودکانی که مادرانشان در دوران بارداری از این دارو استفاده کرده‌بودند، مصرف آن ممنوع شد. این دارو از ۱۹۵۷ تا ۱۹۶۱ رایج بود و در آن سال فروش آن متوقف شد.
این دارو در نهایت در سال ۱۹۹۸ در ایالات متحده برای استفاده به‌عنوان درمانی برای سرطان، مورد تأیید قرار گرفت. این دارو در فهرست داروهای ضروری سازمان جهانی بهداشت قرار دارد و اکنون به‌عنوان یک داروی ژنریک در دسترس است.

## تاریخچه
شرکت آلمانی گروننتال در سال ۱۹۵۷ میلادی، برای درمان تهوع حاملگی، دارویی آرام‌بخش با نام تجاری «کونترگان» را که حاوی مادهٔ «تالیدومید» بود به بازار عرضه کرد. پیش از این‌که این دارو در سال ۱۹۶۱ میلادی، برای همیشه از بازار خارج شود، حدود ده هزار کودک در سراسر جهان بر اثر مصرف این دارو توسط مادرانشان با نقض عضو متولد شدند. این کودکان ناشنوا یا نابینا بودند یا از مشکلات قلبی رنج می‌بردند. بسیاری هم با دست و پای کوتاه یا اختلال‌های مغزی و.. به‌دنیا آمدند.